# Cesare Andrea Bixio
Pour les articles homonymes, voir Bixio.
Cesare Andrea Bixio, né le 11 octobre 1896 à Naples et mort le 5 mars 1978 à Rome, est un auteur compositeur italien de chansons napolitaines et de bandes sonores de film.

## Biographie
Cesare Andrea Bixio est né à Naples, en Italie. Ses succès comprennent entre autres Vivere (it), Mamma, Parlami d'amore, Mariù (en version française : Le chaland qui passe), La mia canzone al vento (it), Cuore vagabondo (en version française : J'aime tes grands yeux).
Il est l'un des auteurs-compositeurs italiens les plus populaires des années 1930, 1940 et 1950.
Parmi les chanteurs célèbres qui ont interprété ses chansons figurent Beniamino Gigli, Tito Schipa, Carlo Buti, Giuseppe Di Stefano, Luciano Pavarotti et Rina Ketty.
Cesare Andrea Bixio meurt à Rome en 1978, à l'âge de 81 ans. Son fils Franco Bixio, né en 1950, est également compositeur.

## Chansons écrites par Cesare Andrea Bixio
| Année | Titre                        | Auteurs du texte    | Auteurs de la musique | Interprètes et éditions                                                             |
| ----- | ---------------------------- | ------------------- | --------------------- | ----------------------------------------------------------------------------------- |
| 1928  | Tango delle capinere         | Bixio Cherubini     | Cesare Andrea Bixio   | Gabrè, Luciano Tajoli, Luciano Virgili                                              |
| 1932  | Parlami d'amore, Mariù       | Ennio Neri          | Cesare Andrea Bixio   | Vittorio De Sica, Luciano Tajoli, Luciano Virgili, Carlo Buti, Ferruccio Tagliavini |
| 1934  | Violino tzigano              | Bixio Cherubini     | Cesare Andrea Bixio   | Carlo Buti, Elsa Merlini, Roberto Altamura, Luciano Virgili, Luciano Tajoli         |
| 1937  | Vivere                       | Cesare Andrea Bixio | Cesare Andrea Bixio   | Tito Schipa, Carlo Buti, Luciano Tajoli, Luciano Virgili                            |
| 1937  | Torna piccina!               | Cesare Andrea Bixio | Cesare Andrea Bixio   | Tito Schipa, Luciano Virgili, Carlo Buti, Luciano Tajoli                            |
| 1938  | Ninna-nanna della vita       | Bixio Cherubini     | Cesare Andrea Bixio   | Beniamino Gigli, Carlo Buti                                                         |
| 1938  | Eravamo sette sorelle        | Bixio Cherubini     | Cesare Andrea Bixio   | Trio Lescano                                                                        |
| 1940  | Mamma                        | Bixio Cherubini     | Cesare Andrea Bixio   | Beniamino Gigli, Carlo Buti, Luciano Tajoli, Ferruccio Tagliavini                   |
| 1941  | C'è un'orchestra sincopata   | Bixio Cherubini     | Cesare Andrea Bixio   | Trio Lescano                                                                        |
| 1941  | La famiglia canterina        | Bixio Cherubini     | Cesare Andrea Bixio   | Ernesto Bonino et Trio Lescano                                                      |
| 1953  | Lasciami cantare una canzone | Michele Cozzoli     | Cesare Andrea Bixio   | Achille Togliani, Teddy Reno, Luciano Virgili, Carlo Buti                           |
| 1954  | Tre rundinelle               | Nicola Salerno      | Cesare Andrea Bixio   | Gino Latilla, Franco Ricci, Luciano Tajoli                                          |

## Filmographie

### Musiques de films
- 1932 : Les Hommes, quels mufles ! (Gli uomini, che mascalzoni...) de Mario Camerini
- 1933 : Le Chaland qui passe d'André de Badet
- 1934 : L'impiegata di papà d'Alessandro Blasetti
- 1936 : La Gondole aux chimères d'Augusto Genina
- 1937 : Felicita Colombo de Mario Mattoli
- 1938 : Fuochi d'artificio de Gennaro Righelli
- 1938 : L'amor mio non muore! de Giuseppe Amato
- 1939 : Absence injustifiée (Assenza ingiustificata) de Max Neufeld
- 1939 : Ai vostri ordini, signora de Mario Mattoli
- 1975 : Divine Créature  (Divina creatura) de Giuseppe Patroni Griffi